# Leptodoras copei
Leptodoras copei är en fiskart som först beskrevs av Fernández-yépez, 1968.  Leptodoras copei ingår i släktet Leptodoras och familjen Doradidae. Inga underarter finns listade i Catalogue of Life.